# Oter
Oter es una localidad española del municipio de Cifuentes, perteneciente a la provincia de Guadalajara, en la comunidad autónoma de Castilla-La Mancha. 

## Geografía
Está situada en la comarca de La Alcarria y junto al parque natural del Alto Tajo. El Tajo pasa a unos 4 km del núcleo urbano, que lo separa de las vecinas localidades de Valtablado del Río y Arbeteta.
Tiene parajes dominados por diferentes especies vegetales como chaparro, pino, roble, enebro, sabina y aromáticas como romero, espliego, tomillo o ajedrea, que los apicultores del lugar aprovechaban para obtener miel de la Alcarria. Camilo José Cela la cita por su calidad en el libro Viaje a la Alcarria. Existen rutas adaptadas para el senderismo y bicicleta por el parque natural del Alto Tajo. Un tramo del sendero GR-10 pasa por el pueblo uniéndolo las vecinas localidades de Valtablado del Río y Carrascosa de Tajo.

## Historia
Las primeras noticias que se tienen de Oter son que fue incluido como aldea en el común de villa y tierra de Medinaceli aunque en los registros parroquiales, el primer nacimiento y bautizo del que se tiene constancia data de agosto de 1625, y el primer matrimonio de julio de ese mismo año. En el siglo XV entró a formar parte del señorío de la poderosa familia de la Cerda, y por tanto dentro de su ducado, al igual que otros muchos pueblos del norte de la actual provincia de Guadalajara. En el catastro de Ensenada de 1753 figura como perteneciente a la provincia de Soria, seguramente debido a que este territorio estaba incluido al ducado de Medinaceli.
A mediados del siglo XIX, el lugar, por entonces con ayuntamiento propio, tenía contabilizada una población de 103 habitantes. Pertenecía al partido judicial de Cifuentes y contaba con 22 casas, entre ellas la consistorial, la escuela de instrucción primaria y una iglesia parroquial dedicada a San Mateo Apóstol, así como un cementerio unido a ella. Aparece descrita en el decimosegundo volumen del Diccionario geográfico-estadístico-histórico de España y sus posesiones de Ultramar de Pascual Madoz de la siguiente manera:

OTER: l. con ayunt. en la prov. de Guadalajara (11 leg.), part. jud. de Cifuentes (3), aud. terr. de Madrid (21), c. g. de Castilla la Nueva, dióc. de Sigüenza: sit. en terreno áspero; tiene 22 casas; la consistorial; escuela de instruccion primaria; una igl. parr. (San Mateo Apóstol), y un cementerio unido á la igl. térm.: confina con los de Canredondo, Sacecorbo, Carrascosa y Ocentejo; dentro de él se encuentran varias fuentes, entre ellas una que surte á la pobl.: el terreno es escabroso, árido y de inferior calidad; en todas direcciones se encuentra monte de encina, chaparro, pino, sabina y enebro; pasa el r. Tajo formando el lím. S. del térm. caminos: los locales, en mal estado. correo: se recibe y despacha en la cab. de part. prod.: cereales, legumbres, vino, miel, nueces, leñas de combustible y carboneo y buenos pastos, con los que se mantiene ganado lanar, cabrío, vacuno, mular y asnal; abunda la caza de liebres, conejos, perdices, venados, corzos y algun jabalí; pesca de anguilas, truchas, barbos y otros peces. ind.: la agrícola, un molino harinero y recriacion de ganados. comercio: esportacion del sobrante de frutos y ganados, e importacion de los art. que faltan. pobl.: 24 vec., 103 alm. cap. prod.: 390,000 rs. imp.: 31,200. contr.: 1,436 rs.
(Madoz, 1849, pp. 408-409)

Tuvo ayuntamiento propio en dos épocas diferentes desde 1842 hasta 1857, cuando pasó a depender de Carrascosa de Tajo, y desde 1930 hasta 1972, año en que se unió a Cifuentes hasta el presente.

## Demografía
| Gráfica de evolución demográfica de Oter entre 1842 y 1970 |
| |
| Población de derecho según los censos de población del INE Población de hecho según los censos de población del INEEntre el censo de 1857 y el anterior, este municipio desaparece porque se integra en el municipio Carrascosa de Tajo Entre el censo de 1930 y el anterior, aparece este municipio porque se segrega del municipio Carrascosa de Tajo Entre el censo de 1981 y el anterior, este municipio desaparece porque se integra en el municipio Cifuentes |

Evolución de la población en el siglo XXI
| Gráfica de evolución demográfica de Oter entre 2000 y 2020         |
|                                                                    |
| Población de derecho (2000-2020) según el padrón municipal del INE |

## Patrimonio
La iglesia de San Mateo Apóstol fue terminada en 1816 según atestigua una inscripción en su espadaña, probablemente sobre los restos de una antigua de la que no existen noticias. Es de planta sencilla con ábsides cuadrados, en su interior tiene un sencillo coro y una serie de retablos a modo de capillas en ambos costados. Recientemente se han realizado mejoras, reconstruyendo el suelo y consolidando el tejado, dejando en su interior una loseta de un enterramiento del siglo XVII, concretamente de 1612, como único vestigio que puede indicar la existencia de un templo anterior. 
El casco urbano está compuesto por cuidadas viviendas particulares, la mayoría rehabilitadas o reconstruidas, algunas de ellas tratando de mantener el estilo de construcción tradicional. En el antiguo ayuntamiento se ha instalado un sencillo consultorio médico y las antiguas escuelas son ahora el centro social. El horno fue reconstruido a finales del siglo XX y habilitado para lugar de reunión de los vecinos.

## Fiestas
Su patrón es San Mateo Apóstol, que se celebraban inicialmente el 21 de septiembre, pero en la actualidad se trasladan los actos festivos a la segunda semana de agosto, cuando, además de las celebraciones religiosas con misa solemne y procesión del santo por las calles, se programan diferentes actividades como actuaciones musicales, bailes, juegos infantiles, concursos y una comida de hermandad que preparan los propios vecinos. 
También se celebra la Virgen del Rosario el primer domingo de octubre, con misa solemne y procesión, a la que sigue una subasta de roscas.
La Semana Santa es celebrada por los vecinos con diferentes actos litúrgicos y procesiones. 
Otras festividades, como San Roque el 16 de octubre o los mayos la noche del 30 de abril, que antaño gozaban de gran animación, han dejado de celebrarse regularmente.